# Ольга Николаевна (дочь Николая I)
О́льга Никола́евна (30 августа [11 сентября] 1822, Санкт-Петербург — 18 [30] октября 1892, Фридрихсхафен) — дочь императора Николая I и императрицы Александры Фёдоровны, жена Карла I, короля Вюртембергского.
Шеф (почётный командир) Елисаветградского 3-го гусарского полка Русской армии, в период с 1 января 1845 года по 24 октября 1892 года.

## Биография

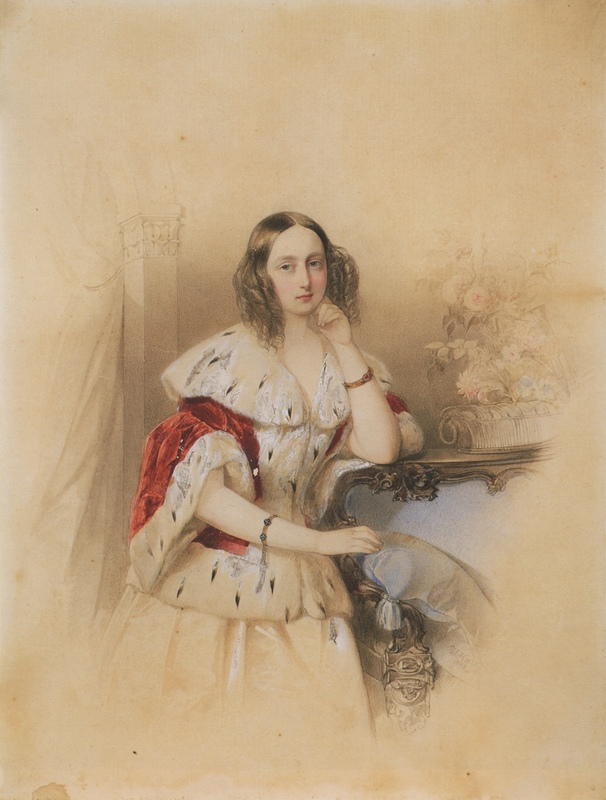
Портрет Ольги Николаевны, 1840

Ольга Николаевна родилась в Аничковом дворце 30 августа (11 сентября) 1822 года и была третьим ребёнком и второй дочерью в семье императора Николая I и Александры Фёдоровны. По матери великая княжна Ольга происходила из прусского королевского дома Гогенцоллернов. Её дедом и прадедом были короли Пруссии Фридрих Вильгельм II и Фридрих Вильгельм III.

### Обучение
Как и все дети императорской семьи, Ольга до пяти лет находилась под присмотром няни Марии Васильевны Кайсовской. Затем её первой гувернанткой стала Шарлотта Дункер, которую в 1836 году сменила Анна Алексеевна Окулова. Основными предметами обучения великой княжны были арифметика, всеобщая и отечественная история, физика. Также её обучали языкам — французскому, немецкому и английскому. Одним из наставников был поэт Василий Жуковский, с которым великая княжна, уже покинув родной дом и переехав в Германию, до конца его дней состояла в переписке. Он писал о шестилетней великой княжне:
Ольга Николаевна очень прилежна. Она раз в неделю занимается уже и со мною и всегда очень, очень внимательна. Слушает прилежно, и что поймёт, того не забывает… Жаль мне только того, что не имею более времени: с нею очень приятно учиться.
Преподавателем русского языка и русской словесности был ректор Санкт-Петербургского университета Пётр Александрович Плетнёв. Ольга Николаевна много внимания уделяла рисованию. Уроки ей давал известный художник Александр Иванович Зауервейд. Занималась ваянием под руководством скульптора Ивана Петровича Витали, прекрасно пела, играла на фортепиано и органе. Ольга Николаевна, будучи уже в преклонном возрасте, с ностальгией вспоминала, как в юности её и брата захватывали опыты их учителя А. А. Кеммерера с электрической телеграфией.
Наряду с домашним обучением великие княжны числились в классах Смольного женского института. Хотя бо́льшую часть программ они выполняли дома, при посещении института родственниками великие княжны надевали форму и вставали в ряды своего класса. Ольга Николаевна числилась в «белом классе», выпуск которого должен был состояться в 1838 году.

### Брачные планы

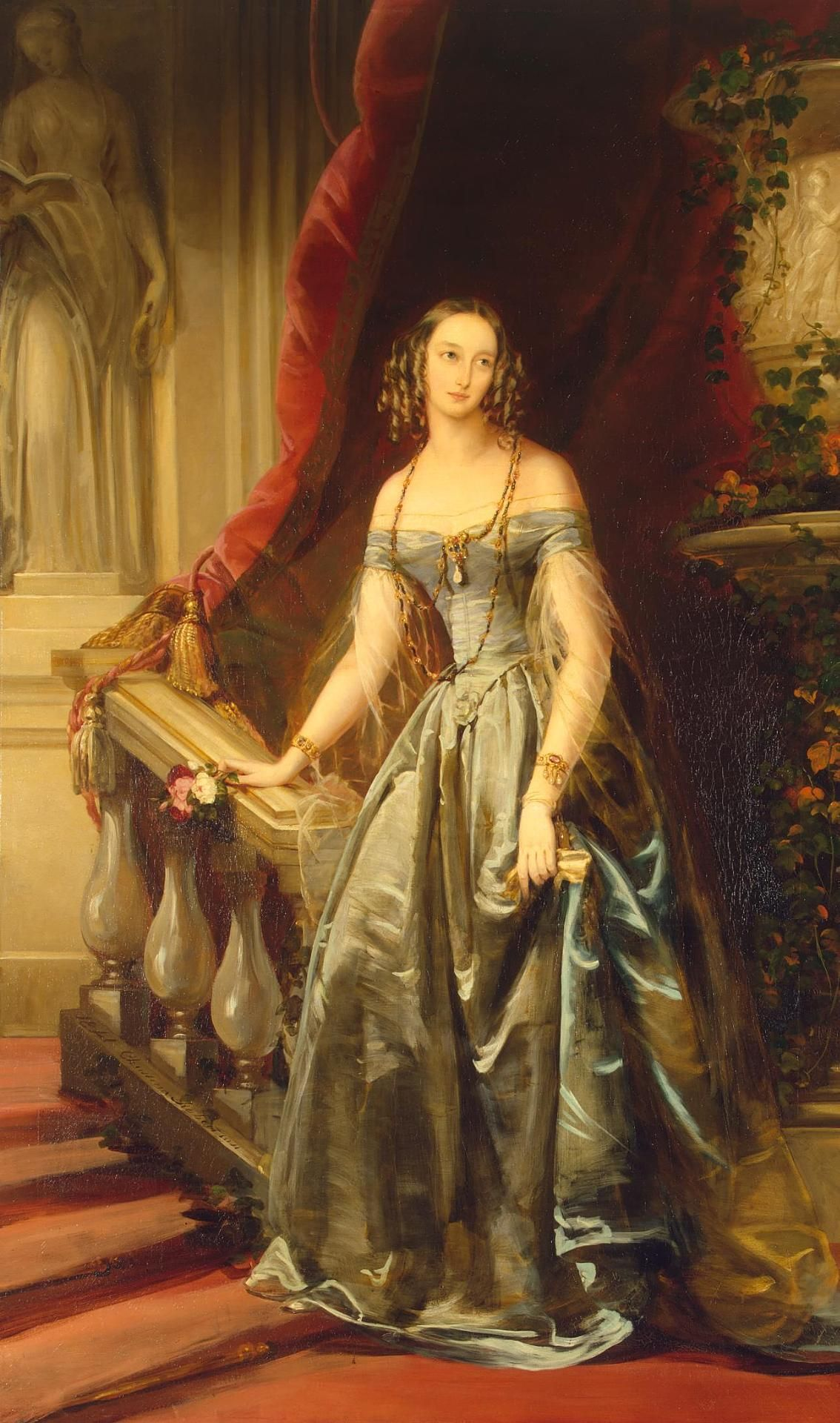
Портрет великой княжны Ольги Николаевны, 1841

Привлекательная, образованная, говорящая на нескольких языках, увлекающаяся игрой на пианино и живописью, Ольга расценивалась как одна из лучших невест в Европе. Фридрих Гагерн, сопровождавший в Россию в 1839 году принца Александра, так описывал великую княжну:
Вторая великая княжна,Ольга Николаевна, любимица русских; действительно, невозможно представить себе более милого лица, на котором выражались бы в такой степени кротость, доброта и снисходительность. Она очень стройна, с прозрачным цветом лица, и в глазах тот необыкновенный блеск, который поэты и влюблённые называют небесным, но который внушает опасение врачам
После свадьбы её сестры Марии, которая вышла замуж за принца ниже её по рангу, родители Ольги Николаевны желали найти ей перспективного супруга. Но шло время, а в жизни великой княжны Ольги ничего не менялось. Приближённые недоумевали: «Как, в девятнадцать лет все ещё не замужем?». И при этом претендентов на её руку было немало. В 1838 году, во время пребывания с родителями в Берлине, шестнадцатилетняя княжна привлекла внимание наследного принца Максимилиана Баварского. Но он не понравился ни ей, ни родным. Через год её мыслями завладел эрцгерцог Стефан. Он был сыном палатина Венгерского Иосифа (супруга скончавшейся великой княгини Александры Павловны) от второго брака. Но этому союзу помешала мачеха Стефана, которая не пожелала иметь родственницей русскую княжну из-за ревности к первой супруге эрцгерцога Иосифа. К 1840 году Ольга решила, что не будет спешить с замужеством, она говорила, что ей и так хорошо, она счастлива остаться дома. Император Николай I заявил, что она свободна и может выбирать, кого захочет. Тётка Ольги Николаевны, великая княгиня Елена Павловна (жена великого князя Михаила Павловича) стала прилагать усилия, чтобы выдать её за своего брата принца Фридриха Вюртембергского (1808—1870). Ольга писала в дневнике:
Я рассказала все Мама̀ (императрице Александре Фёдоровне), в ужасе и задыхаясь от негодования. Он был вдвое старше меня. Он в своё время танцевал с Мама̀, он — сверстник моих родителей. К нему я относилась как к дяде…

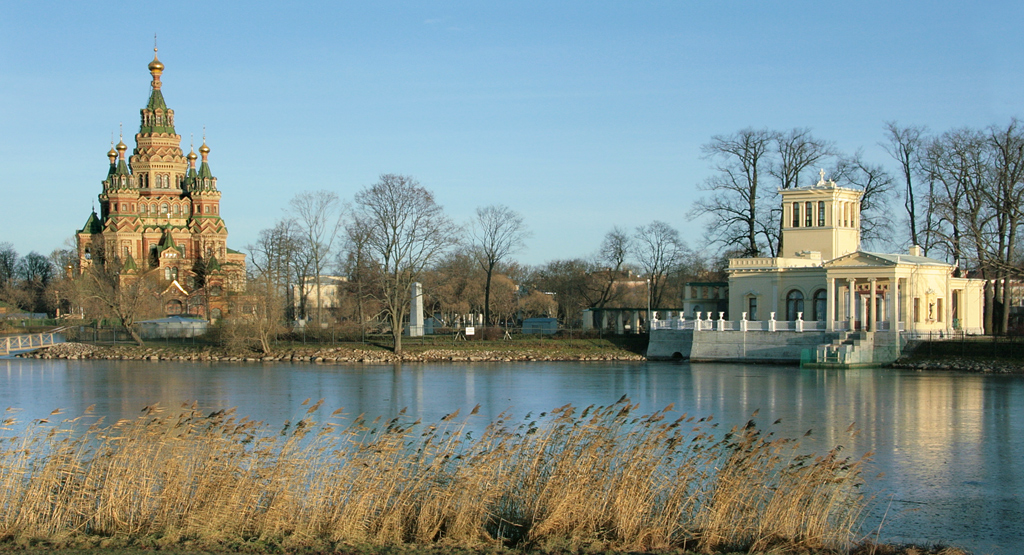
Ольгин павильон и Ольгин пруд в Петергофе сохранили имя великой княжны Ольги Николаевны

Неожиданно пришло предложение от другого эрцгерцога — Альбрехта. Гагерн писал:
В Петербурге носился слух, что она предназначена в супруги эрцгерцогу Альбрехту, сыну эрцгерцога Карла; но во всё время моего пребывания я ничего не мог заметить, что подтверждало бы это предложение.
Ему был послан отказ. А вот ответа на встречное предложение о браке со Стефаном пришлось ждать долго. В письме из Вены говорилось о том, что брак и Стефана и Ольги Николаевны, исповедующих разные веры, представляется для Австрии неприемлемым. Эрцгерцогиня русского происхождения может стать опасной для государства из-за того, что среди славянского населения «взрывоопасных» областей Австрии могут возникнуть брожения. Сам же Стефан сказал, что зная о чувствах Альбрехта, посчитал правильным «отойти в сторону».
Эта неопределённость действовала угнетающе не только на Ольгу, но и на её родителей. Её уже начали считать холодной натурой, меж тем её сердце тосковало по любви. Перед глазами Ольги Николаевны протекала счастливая жизнь старшего брата Александра и сестры Марии. Когда приехавший принц Фридрих Гессен-Кассельский из двух сестёр отдал предпочтение младшей, Александре, многие утешали её, что он слишком молод, Николай I был рад, что дочь остаётся при нём.
Родители начали искать другую партию для дочери и остановились на герцоге Адольфе Нассауском. И это чуть не привело к разрыву с женой Михаила Павловича, великой княгиней Еленой Павловной. Она давно мечтала выдать за него свою младшую дочь Елизавету. Николай I, заботясь о сохранении мира в императорском доме, принял решение, что принц волен сам сделать выбор между двоюродными сёстрами. Но великая княгиня Елена Павловна, не простившая племяннице, что та пренебрегла её братом, теперь волновалась из-за того, что Адольф отдаст предпочтение царской дочери в ущерб её Лили. Но Адольф, приехавший в Россию вместе с братом Морисом, попросил руки Елизаветы Михайловны. Император ничего не имел против, но был удивлён. Младший герцог оказывал знаки внимания Ольге Николаевне. Она писала:
Это был красивый мальчик, хорошо сложенный, очень приятный в разговоре, с легким налетом сарказма. Он быстро завоевал наши симпатии, мне же он нравился своим великодушием, а также откровенностью. … Мое сердце билось как птица в клетке. Каждый раз, когда оно пыталась взлететь вверх, оно сейчас же тяжело падало обратно.
Иногда Ольга задумывалась о браке с Морисом, но всё же отказалась. Она считала, что жена должна последовать за мужем, а не муж входить в отечество жены. Ей казалась унизительной мысль, что Морис будет играть ту же роль, какую играл в императорской семье принц Максимилиан Лейхтенбергский.

### Брак

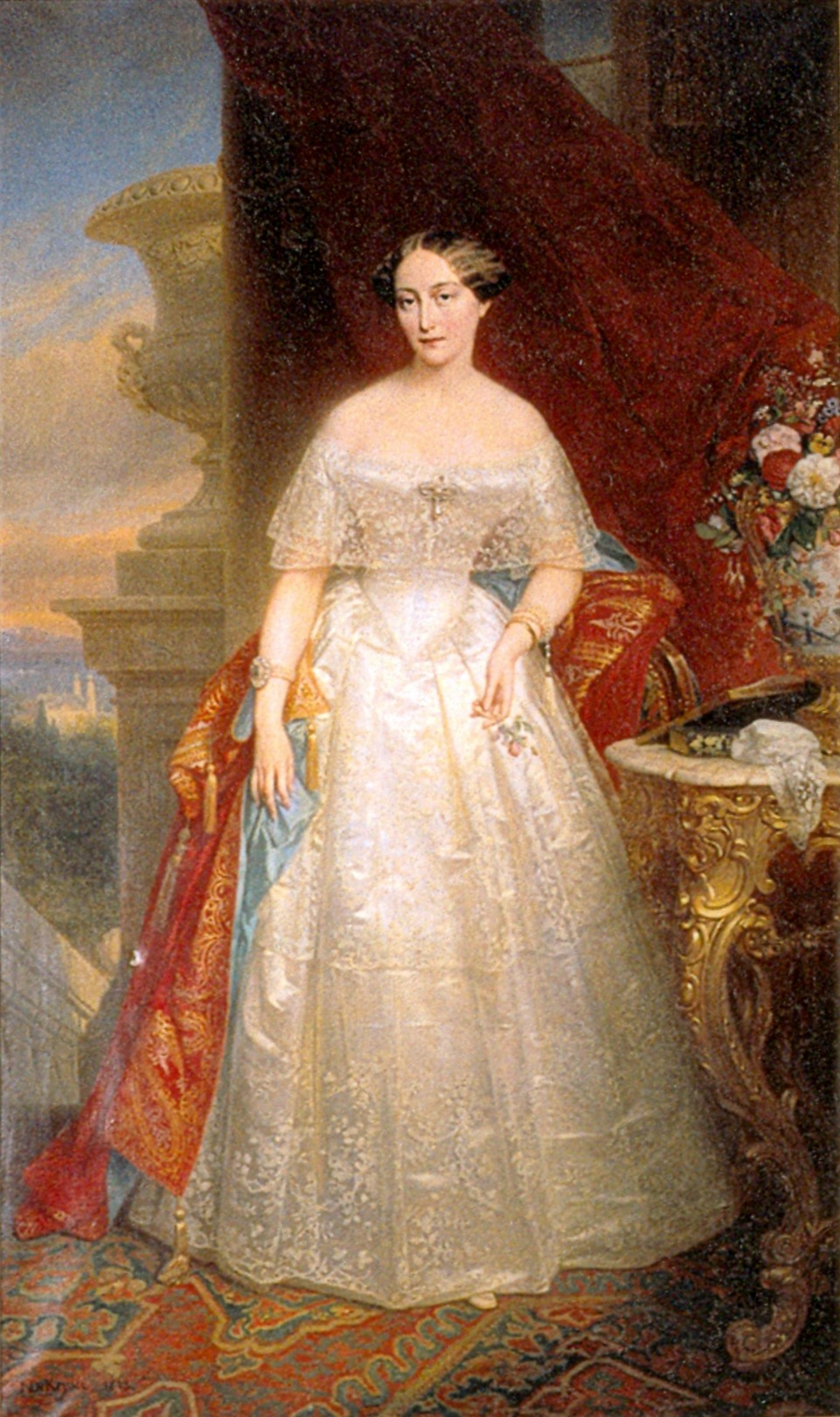
Принцесса Ольга Вюртембергская. Худ. Никез де Кейзер (1848)

В начале 1846 года, в Палермо, где Ольга находилась в сопровождении матери-императрицы, пребывавшей там некоторое время, чтобы поправить своё здоровье, резко пошатнувшееся после смерти младшей дочери Александры, встретила наследного принца Вюртембергского Карла, и согласилась на его предложение о женитьбе. Будущие супруги состояли в близком родстве: приходились троюродными братом и сестрой друг другу. Имели общего прадеда по отцовским линиям — Фридриха Евгения, герцога Вюртембергского.
Свадьба состоялась в Петергофе 1 (13) июля 1846 года, в день рождения Александры Фёдоровны и в день её свадьбы с Николаем Павловичем. Посчитали, что это число должно принести счастье новой паре. Целый день звонили колокола, иллюминацией были украшены даже дома в Петербурге. Император пожелал дочери: «Будь Карлу тем же, чем все эти годы была для меня твоя мама».
В Большом Петергофском дворце по приказу Николая I в честь помолвки его дочери была построена «Ольгина половина дворца», в которой супруги провели медовый месяц.
Семейная жизнь Ольги сложилась вполне благополучно, но детей у них не было. А. О. Смирнова прокомментировала брак следующим образом: «Красивейшей из дочерей нашего императора суждено было выйти за учёного дурака в Виртембергию; la Belle et la Bête, — говорили в городе».

### Жизнь в Вюртемберге
Молодая чета переехала в Вюртемберг. Ольга писала Жуковскому:
Утешительно в минуту разлуки думать, что незабвенная бабушка родилась в этой земле, где мне суждено жить и где Екатерина Павловна оставила о себе так много воспоминаний. Там любят русское имя, и Вюртемберг соединён с нами многими узами.
Ольга Николаевна вместе с мужем проживала постоянно в Штутгарте и лишь изредка навещала Россию. В феврале 1855 года она, узнав о болезни императора Николая I, вместе с мужем срочно выехала в Петербург, но отца в живых не застала. Несколько месяцев Ольга Николаевна оставалась вместе с матерью, тяжело переживавшей утрату супруга.
В 1864 году умер король Вильгельм I, трон наследовал Карл I и Ольга Николаевна стала королевой Вюртемберга.

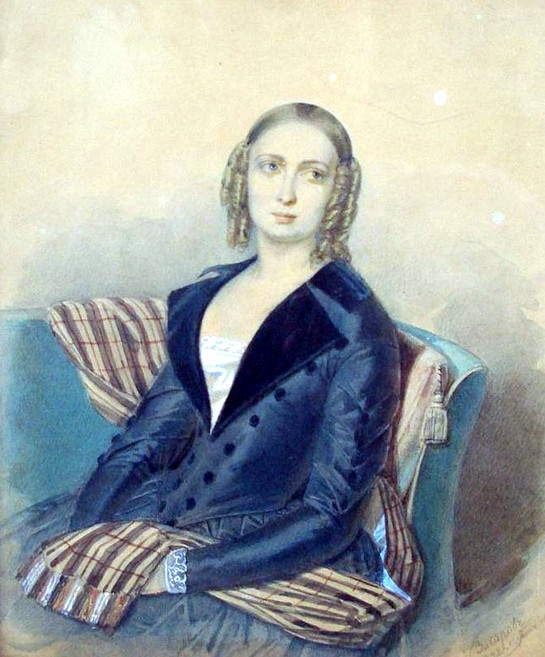
П. З. Захаров-Чеченец. Великая княжна Ольга Николаевна, 1842
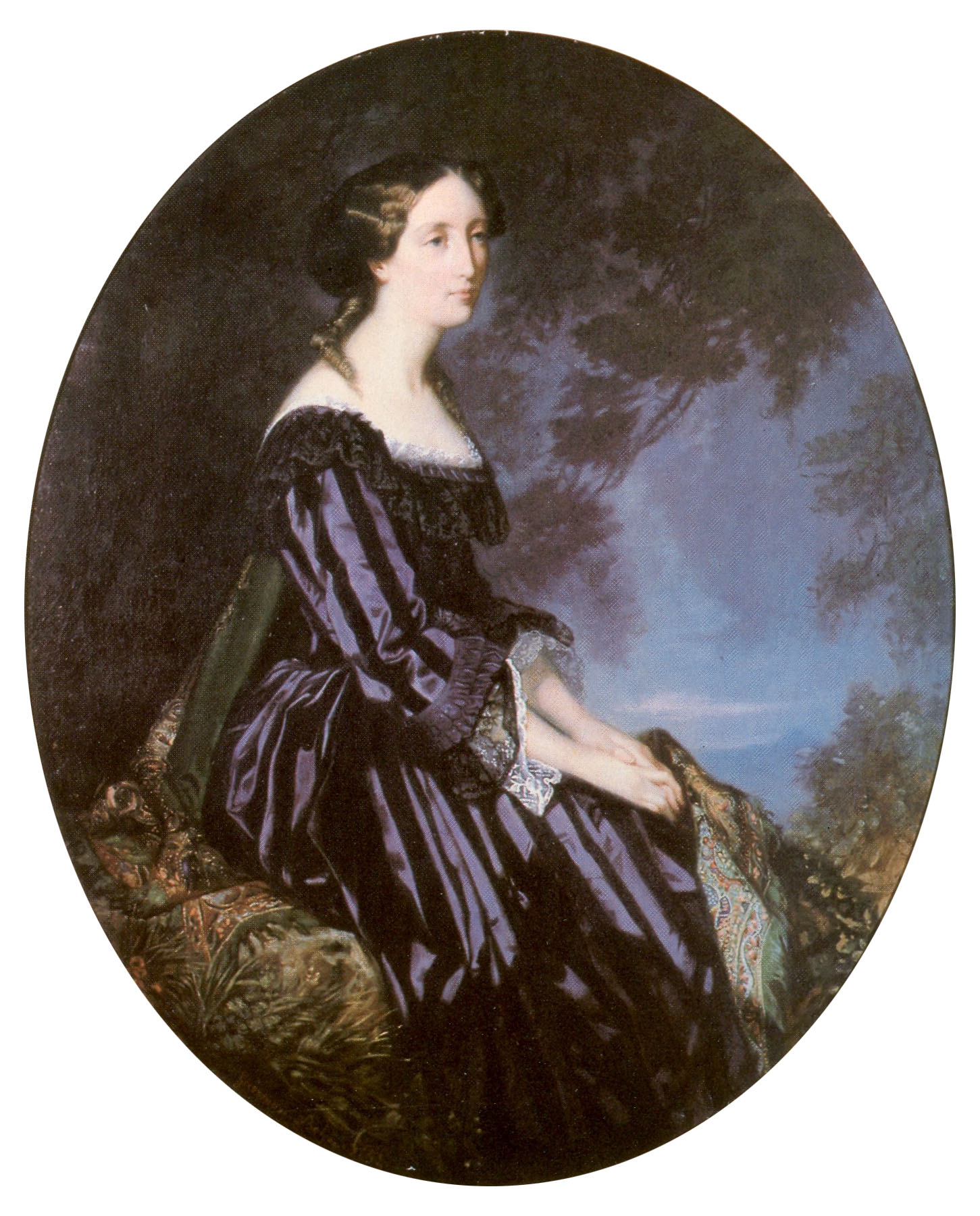
Ольга, принцесса Вюртемберга. Портрет Германа фон Бона (1852)
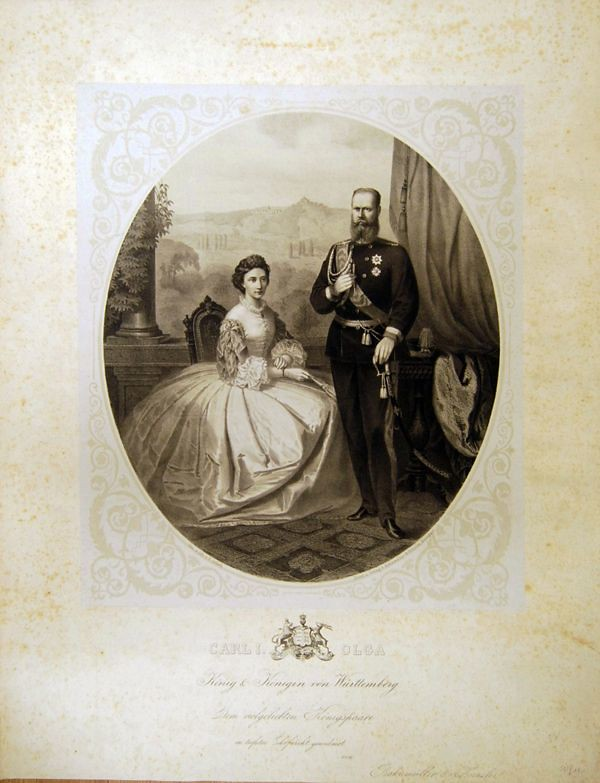
Ольга, королева Вюртембергская c супругом Карлом I. Конец 1860-х гг.

Вюртембергская принцесса, а затем королева, Ольга Николаевна много времени посвящала благотворительным учреждениям, тем самым завоевав любовь и уважение немецкого населения. Её именем и сейчас называется улица в одном из курортных городов Вюртемберга.
В правление Карла и Ольги были учреждены Орден Ольги и Медаль Карла и Ольги.
Скончалась Ольга Николаевна 18 (30) октября 1892 года.

## Память
Имя королевы Ольги носит горная вершина Ката-Тьюта — Ольга (до 1993 года — Ольга) в Австралии.
В честь великой княгини Ольги Николаевны названы: бухта Ольги (залив Советская Гавань, бухта открыта в 1853 году Н. К. Бошняком, тогда же было присвоено название бухте) и залив Ольги (материковое побережье Японского моря, залив был обследован в 1857 году экипажем пароходо-фрегата «Америка», тогда же было присвоено название заливу).